# Герметическая библиотека
Герметическая библиотека  — собрание переведенных произведений европейских авторов со времен античной Греции до XVIII в. Книги, включенные в нее, Орден золотого и розового креста считал принадлежавшими своим легендарным предшественникам розенкрейцерам. Создателем «Библиотеки» считается просветитель и книгоиздатель Н. И. Новиков. На период XIX века это было самое крупное собрание алхимических и розенкрейцерских произведений в Европе. «Герметическая библиотека» должна была храниться в тайне и служить материалом для обучения членов ордена.

## История создания
Начало формирования «Герметической библиотеки» приходится на середину 1780-х. Достоверных сведений о ее создании в данный момент не представлено. Известно лишь то, что Н. И. Новиков составлял «Библиотеку» не один. Изначально она создавалась вышеупомянутым книгоиздателем вместе с Семеном Ивановичем Гамалеей, а завершена была уже после смерти Новикова. Копии текстов, которые впоследствии вошли в «Герметическую библиотеку», делались в двух экземплярах: для петербургского и московского масонских центров. Большую часть трудов, попавших в состав «Герметической библиотеки», перевел С. И. Гамалея. Все переводы осуществлялись в селе Хивинском, в котором проживали Новиков и Гамалея, с первой половины 90-х годов XVIII в. до конца 20-х годов XIX в. Некоторые из произведений переводились сыновьями Василия Алексеевича Лёвшина – Владимиром и Львом.

## Состав и последовательность томов
В «Герметической библиотеке» насчитывается около 50 томов. В нее вошли различные теософские, каббалистические и алхимические сочинения. В состав «Библиотеки» входят как опубликованные ранее книги, так и неизвестные произведения. Тома расположены в последовательности согласно системе гностического восхождения по девяти степеням. Книги в «Герметической библиотеке» также располагаются по возрастанию сложности текстов. В XI томе расположен «Пробирной камень» Германа Фиктульда, в котором раскрываются частные вопросы химических работ. В тексте описывается способ получения тинктур — катализатора при химических превращениях. А XXIII том содержит «Ядро алхимии» Филалета: текст повествует о процессе получения философского камня.
Книги о практической химии в «Библиотеке» соседствуют с философскими текстами, такими как, например, «Должности бр[атьев] З[лато] Р[озового] К[реста] древния системы». Произведения расположены циклически. При первой встрече с веществами описываются действия с простыми минералами, металлами и т.д. Далее расположены философские размышления, и при следующем упоминании химического элемента читателю преподносится его мистический смысл. Каждая новая комбинация практической химии и философии объясняет все более сложные явления. В «Герметической библиотеке» также находятся «синтетические» тексты, которые могут быть истолкованы в двух системах, с двух разных сторон. XV том содержит два трактата: «Книга Великое Розариум, т.е. Розовый сад Философов» и «Практика с двенадцатью ключами и прибавлением о Великом камне древних мудрых. Писанная Василием Валентином, монахом Бенедектинского ордена». Тексты объясняют философский смысл химических процессов, а именно, интерпретируют издавшуюся в России XVIII века книгу Новикова «Хризомандера».

### Структура томов
На данный момент в общем доступе нет полной переписи текстов, которые входят в состав библиотеки. Имеется лишь описание количества произведений, вошедших в ту или иную книгу. В петербургском собрании 10 томов состоят только из одного произведения, остальные книги имеют более сложный состав: они включают в себя до 17 произведений разных авторов. Некоторые тома сформированы из сочинений одного автора. Иногда труды какого-либо писателя находятся в разных книгах. По какому принципу составлялась структура томов на данный момент выяснить не удалось.
Всего имеющиеся в Российской национальной библиотеке тома ПС содержат 191 текст (212 с отсутствующими томами).
Количественный перечень произведений, входящих в тома петербургского собрания (первая цифра — номер тома, вторая — количество текстов):
- 1 – 2, 2 – 5, 3 – 3, 5 – 2, 6 – 8, 7 – 12, 8 – 4, 9 – 2, 10 – 3, 11 – 5,  12 – 1;
- 13 – 5, 14 – 17, 15 – 2, 16 – 2, 19 – 12, 20 – 13, 21 –14, 22 – 5, 24 – 8, 26 – 4;
- 27 – 5, 28 – 11, 30 – 7, 32 – 1, 33 – 1, 34 – 1, 35 – 2, 37 – 11, 38 – 1;
- 39 – 8, 40 – 5, 41 – 2, 42 – 5, 43 – 2[5].

## Внешний вид томов
Н. И. Новиков заказал книги одинакового вида: зеленая обложка, золотой обрез, одинаковый размер. Он также создал единые критерии оформления: одинаковая для всех томов титульная страница (каждая заполнена идентичным почерком), виньетки с розочками перед началом частей томов, рамка вокруг текста на каждой странице, дата и место написания тома (последний критерий в МС не соблюдался). Титульные листы одинаковы во всех томах, даже в заполненных другим почерком. Последние, видимо, дорабатывались уже после смерти Н. И. Новикова, (в московском собрании такое оформление сохранялось до 30-го тома). В петербургском собрании присутствуют книги без обозначения номера и даты написания. А в некоторых дата определена «18…» или «181». ПС, в отличие от МС, имеет общее оглавление, которое расположено в конце 1-го и 2-го томов. Оглавление доведено до 30-го тома, содержание еще нескольких последующих томов (до 37-го) дописано неряшливым почерком. В последних томах ПС критерии оформления частично не соблюдались. Также в томах петербургского собрания с другой стороны титульного листа с названием «Герметическая библиотека» и эпиграфом позднее добавлялся номер тома и дата его написания (в МС этого нет).

## Судьба «Герметической библиотеки»
Библиотека сохранилась в двух собраниях: московском (МС — 49 томов) и петербургском (ПС — 35 томов). Между ПС и МС есть отличия: после 30-го тома в МС меняется оформление и название. Теперь собрание называется «Продолжение Герметической библиотеки». С 32-го тома содержания собраний также не совпадают.
В конце XIX в. петербургское собрание было выставлено на продажу в букинистических магазинах Санкт-Петербурга. Пять томов «Герметической библиотеки» стали собственностью Н. С. Тихонравова, а другие 34 тома попали в библиотеку Е. А. Аносовой. Также несколько томов были куплены различными коллекционерами. В 1908 г. библиотека Е. А. Аносовой была распродана. На 34-м томе петербургского собрания есть подпись, сообщающая, что данные книги были приобретены за 9 000 рублей, а 16-й том продан отдельно за 1 000 рублей (в библиотеке Е. А. Аносовой данного тома не было). Некоторые из томов ПС имеют пометку книжного магазина В. И. Клочкова, находившегося по адресу Литейный проспект, дом 55. В 1910 г. на томах появилась надпись владельца, которая указывала, видимо, дату приобретения: «22 января 1910 года». Также в надписи обозначались и порядковые номера 35 томов, причем две книги номеров не имели, но были поставлены перед 43 томом, оканчивающим собрание. В 1918 г. Российская национальная библиотека приобрела комплект рукописной «Герметической библиотеки» у библиофила Л. И. Жевержеева за 15 000 рублей. Он был последним владельцем петербургского собрания.
Судьба московского комплекта «Герметической библиотеки» ясна лишь в общих чертах. 25 том собрания – «Должности братьев Золотого и розового креста древней системы» – был переведен В. А. Лёвшиным и через время перешел внуку В. С. Арсеньеву. В 2013 году Российская государственная библиотека опубликовала на своем сайте объявление об оцифровке московских томов «Герметической библиотеки». Материалы на данный момент все еще находятся в закрытом доступе. Петербургское собрание пока еще не описано.